# 関戸寅松

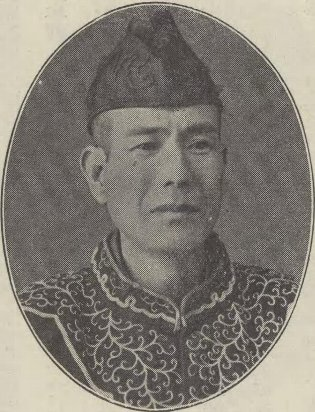
関戸寅松

関戸 寅松（せきと とらまつ、1873年（明治6年）1月17日 - 1945年（昭和20年）1月14日）は、日本の衆議院議員（立憲同志会→憲政会）。弁護士。

## 経歴
石川県能美郡金野村（現在の小松市）出身。1895年（明治28年）、東京専門学校行政科（現在の早稲田大学）を卒業。1897年（明治30年）、弁護士試験に合格。東京で弁護士を開業するが、後に静岡県に移り、1912年（大正元年）には小笠郡会議員に選ばれた。1914年（大正3年）、金沢市に事務所を開き、石川県会議員に選出された。
1915年（大正4年）、第12回衆議院議員総選挙に出馬し、当選を果たした。
1927年（昭和2年）より再び石川県会議員を務めた。